# Thomas Macho (TV-Produzent und Regisseur)
Thomas Macho (* 19. August 1959 in Wien) ist ein deutschsprachiger TV-Produzent, Regisseur und Autor. Seit 1993 ist Macho Geschäftsführer des österreichischen TV-Produktionsunternehmens FOR TV, das Dokumentationen und Porträts aus dem Kulturbereich für europäische Fernsehsender (u. a. ARD, ZDF, ORF, ARTE) produziert.

## Leben
Als Autor wurde Macho 2006 durch die Veröffentlichung der Autobiographie Mein Leben von Weltstar James Last bekannt, die Macho in enger Zusammenarbeit mit Last verfasste. Das Werk erschien im Heyne Verlag. Last und Macho lernten einander nach einem Last-Konzert an einer Hotelbar kennen. Es folgten das gemeinsame Buch 2006 (erweiterte Neuauflage 2015, Non Stop Leben) sowie das filmische Porträt James Last – Mit Happy Music um die Welt (2019). Der Film wurde von NDR, SWR, ARD und ORF ausgestrahlt. Macho blieb mit Last bis zu dessen Tod 2015 in freundschaftlicher Verbindung.
Thomas Macho ist verheiratet und Vater eines Sohnes (* 1985).
Zu medialer Verwechslung führt die Namensvetterschaft mit dem österreichischen Kulturwissenschaftler und Philosophen Thomas Macho.

## Beruflich
1978 begann Machos Arbeit als Regieassistent und Aufnahmeleiter bei verschiedenen Kino- und TV-Produktionen, darunter Der Bockerer des österreichischen Regiealtmeisters Franz Antel.
Von 1986 bis 1992 arbeitete Macho als Gestalter, Redakteur und Regisseur für die ORF-Jugendsendungen Ohne Maulkorb und X-Large, die u.a, von Arabella Kiesbauer und Christian Clerici moderiert wurden. Im Rahmen dieser Zusammenarbeit gestaltete Macho über 100 Reportagen und Features im In- und Ausland. 
Als Chefredakteur leitete Macho das beim Sender „premiere“ von 1992 bis 1994 wöchentlich ausgestrahlte Fernsehmagazin tvtv in Hamburg. Ab 1995 gestaltete er zahlreiche Beiträge als verantwortlicher Redakteur der wöchentlichen ORF-Live-Sendung Treffpunkt Kultur.
Seit 2002 verantwortet Thomas Macho mit seiner Firma FOR TV als Regisseur und Produzent regelmäßig Dokumentationen für verschiedene Abteilungen des ORF (für Formate wie Am Schauplatz, art.genossen, Matinee, dokFilm oder kreuz und quer) sowie für andere deutschsprachige Fernsehsender, darunter ZDF, ARD, 3SAT, ARTE, NDR, BR, WDR und ORF.
Neben James Last porträtierte Thomas Macho zahlreiche lebende und historische Persönlichkeiten in öffentlichkeitswirksamen TV-Dokus. Zum Beispiel den Entertainer Peter Alexander, den Pianisten Rudolf Buchbinder, den Karikaturisten Erich Sokol, den Dirigenten Franz Welser-Möst, die Ephesos-Archäologin Sabine Ladstätter, die Operetten-Komponisten Leo Fall, Ralph Benatzky, Franz Lehár und Oscar Straus, den Mozart-Librettisten Emanuel Schikaneder, den Sudan-Abenteurer und Darling von Queen Victoria, Slatin Pascha u. a.
Machos filmische Tätigkeit führte ihn quer durch Europa, Afrika, Lateinamerika, die USA und Asien bis in die Antarktis.

## Veröffentlichungen
- 2006: James Last – Mein Leben. Die Autobiografie. (James Last, mit Thomas Macho), Heyne Verlag, 2006, ISBN 978-3-453-12063-1
- 2017: Non Stop Leben (James Last, mit Thomas Macho und RolandSpiegel), Heyne Verlag, 2015, ISBN 978-3-453-60352-3

## Filmografie

### Kinofilm in Österreich
- 2012: Slatin Pascha – Im Auftrag Ihrer Majestät[13]

### TV-Produktionen als Produzent und Regisseur (Auswahl)
- 2024: Anton Bruckner - Das rätselhafte Genie. Ein Porträt des großen Komponisten zu seinem 200. Geburtstag. Mit Michael Dangl, Marie König, Martina Ebm, Wolfgang Hübsch, Fritz Karl, Brigitte Kren und Erwin Steinhauer. (ARTE und ORF)
- 2023: Wasser für die Kaiserstadt - Die Wiemer Hochquellenleitung. Die Geschichte des Wiener Wassers. Mit Erwin Steinhauer (ORF 2)
- 2022: Oscar Straus – Der Mann ohne Grenzen. Mit Johannes Zeiler, Michael Dangl, Valerie Sajdik, Jan Petryka[14] u. a. (ORF 2)[11]
- 2021 Sehnsucht nach Grado Mit Michael Dangl, Xaver Schwarzenberger, Federico Bianchi, u. a. (ORF 2)[15]
- 2020: Franz Lehár – Immer nur lächeln / L’operette – c’est mon royaume (ORF und ARTE) – Spiel- und Musikdoku mit Wolfgang Hübsch, Aglaia Szyszkowitz, Camilla Nylund, Piotr Beczała, Michael Schade und den Wiener Symphonikern unter Manfred Honeck[14][16][10]
- 2019: James Last – Mit Happy Music um die Welt – Porträt der Big-Band-Legende aus Bremen (NDR, ARD, ORF)[3][17]
- 2018: Brioni – Insel der Millionäre – die faszinierende Geschichte der einst österreichischen Privatinsel an der Südspitze Istriens. Mit Erwin Steinhauer (ORF, 3SAT)[18]
- 2016: Rudolf Buchbinder: Auf der Suche nach Vollendung – ein Porträt des Weltstars anlässlich seines 70. Geburtstages (ORF, 3SAT)[8]
- 2016: Hier ist ein Mensch: Peter Alexander – Porträt zum 90ten Geburtstag des großen Entertainers[6][19] (ORF, ZDF, SRF)
- 2015: Schikaneder – Prinzipal, Papageno, Weiberheld Mit Sebastian Wendelin u. a.[12][20]
- 2014: Benatzky! – Musikfilm über den Komponisten des „Weißen Rössl“ – mit Dietrich Siegl, Erwin Steinhauer, Katharina Straßer, Florian Teichtmeister und den Playback Dolls. (ORF2, WDR)
- 2012: Leo Fall – vergessenes Enfant Terrible der Wiener Operette – Porträt eines fast vergessenen Komponisten; mit Katharina Straßer und Robert Herzl. (ORF, WDR, 3SAT)[9]
- 2010: Die Erben des Schattenfängers (ORF2)

### TV-Produktionen als Produzent
- 2019: Erfolgsgeschichten in Rot Weiß Rot – TV-Serie / Von der Monarchie bis in die Gegenwart – eine historische Spurensuche nach der Erfolgs-DNA österreichischer Industrieunternehmen in sechs Teilen, präsentiert von Miguel Herz-Kestranek. (ORF)[21][22]
- 2020: Dein ist mein ganzes Herz – Die schönsten Melodien von Franz Lehár, Konzertfilm mit Piotr Beczała, Camilla Nylund, Michael Schade und den Wiener Symphonikern unter Manfred Honeck (ORF, ARTE)[23]
- 2022: Erfolgsgeschichten in Rot-Weiß-Rot – TV-Serie / präsentiert von Barbara Stöckl (ORF)[24]